# Nyírszőlős
Nyírszőlős Nyíregyháza egyik különálló városrésze, a városközponttól közel 10 kilométerre északra.

## Fekvése
Majdnem pontosan északra terül el a megyeszékhely, Nyíregyháza központjától, a belterületének északi széle egybeesik a város északi határszélével is. Központját az északi szomszédságában fekvő Kótajétól légvonalban kevesebb, mint 2,5 kilométer távolság választja el; a városközponttól mérhető távolsága ennek több, mint háromszorosa. További szomszédai: kelet felől Sóstóhegy városrész, nyugat felől pedig Nyírtelek.

### Megközelítése
Közúton Nyíregyháza központja felől, illetve északnyugatról, Buj felől a 3822-es, a város nyugati irányú elkerülésére épült 338-as és a 38-as főutak találkozási pontjától pedig a 3813-as úton érhető el. Kótajjal csak egy számozatlan önkormányzati út köti össze.
Vasúton korábban elérhető volt a Nyírvidéki Kisvasút 118-as számú balsai és 119-es számú dombrádi vonalain is, de ezeken 2009 óta nincs személyforgalom. A legközelebbi vasúti csatlakozási lehetőséget így jelenleg a Budapest–Záhony-vasútvonal Sóstóhegy vasútállomása kínálja, Nyírszőlős központjától közel 4 kilométerre délkeletre.

## Története
A mai Nyírszőlős területe 1922-ig Kótaj községhez tartozott „Kótaji szőlők” néven. A belügyminiszter engedélyére 1922-től ideiglenesen Nyírszőlős néven vált önálló községgé. Majd 1928-tól Nyírszőllős néven véglegesítette az elnevezését.
A település 1973-ig önálló közigazgatással rendelkezett, ekkor egyesült a megyeszékhellyel, Nyíregyházával, és vált annak városrészévé Nyírszőlős néven. Ekkortól az egy L-es írásmód a hivatalosan elfogadott, de a köznyelvben tovább él mindkét változat.
A 2001. évi népszámlálás adatai szerint 3672 lakosa volt, í 2022. évi népszámlálás adatai szerint már 4892-en lakták.

## Infrastrukturális fejlesztések
2014. szeptember 18-án adták át a városrész öt utcájának új aszfaltburkolatát a forgalomnak. Burkolatot kapott a Csősz utca, az Egres köz, az Izabella utca, a Kollégium utca és a Vasút utca. Az utcák útburkolatainak fejlesztése 156 millió forintba került, melyet Nyíregyháza saját forrásból finanszírozott.

## Nevezetességei
- Agyagedényégető-műhely
- Izsó-domb
- Magyarország első vasúti vasbeton hídja [7] [8]